# Bárdos Károly
Bárdos Károly (Magyarcsanád, 1933. január 14. – Budapest, 1978. november 3.) magyar okleveles mezőgazdasági mérnök, egyetemi adjunktus, a Faiskolai Termesztési Tanszék oktatója. A Magyar Agrártudományi Egyesület titkára.

## Életpályája
Földműves családból származott. Az általános iskolát Makón végezte el 1947-ben. Szegeden műszaki középiskolába iratkozott be, de tanulmányait abbahagyta. 1950–1951 között vasöntő ipari tanuló volt. 1951-ben szakérettségis tanfolyamot végzett Sátoraljaújhelyen. 1957-ben végezte el az Agrártudományi Egyetem Kert- és Szőlőgazdaságtudományi Karát, illetve a Kertészeti és Szőlészeti Főiskolát. 1957–1959 között brigádvezető volt a Helvéciai Állami Gazdaság Borbási Üzemegységében. 1960-től egyetemi tanársegéd volt a Kertészeti és Szőlészeti Főiskolán. 1963-ig másodállásban a soroksári tangazdaság faiskolai üzemrészének vezetője volt. 1961-ben a Földművelésügyi Minisztérium megbízásábél a tunyogmatolcsi Szabadság Hajnala Tsz. szaktanácsadója volt. 1967–1978 között adjunktus volt a Kertészeti és Élelmiszeripari Egyetem Faiskola Termesztési Tanszékén. 1973-ban tápkockás alanyokon felnevelt egyéves oltványaival a Hamburgi Nemzetközi Kertészeti Kiállítások ezüstérmét kapta.
Tevékeny szerepet vállalt a faiskola szakmunkásképzés tantervének korszerűsítésében. Kutatásának fő területe a termesztéstechnológia korszerűsítése volt. Fontos eredményeket ért el a tápkockás csemetenevelési módszerével és a szamóca hűtőtárolásának és gépi kézbenoltásának kikísérletezésével.
Temetése a Farkasréti temetőben történt (19/2-4-24).

## Művei
- A faiskolai termesztés műszaki fejlesztésének problémái (Probocskai Endre, Sebőkné Lovász Lívia társszerzőkkel, Lippay János Tudományos Ülésszak előadásai, Budapest, 1971)